# George Kruck Cherrie
George Kruck Cherrie (Knoxville, Iowa, 22 de agosto de 1865 – Newfane, 20 de janeiro de 1948) foi um naturalista e explorador estadunidense. Colecionou diversos espécimens de aproximadamente quarenta expedições que participou para museus, e diversas espécies forma denominadas com seu nome.

## Vida e obra
Trabalhou em moinhos de lã a partir dos 12 anos de idade e depois estudou no Iowa State College a partir dos 15 anos. Trabalhou brevemente no museu do colégio e depois no Ward's Natural Science Establishment em Rochester, NY. Trabalhou brevemente em uma fábrica de lâmpadas elétricas em Cedar Rapids antes de voltar-se para a história natural. Originalmente educado e empregado como engenheiro mecânico, estava insatisfeito e decidiu estudar taxonomia e taxidermia. Cherrie então deixou os Estados Unidos e viajou para as Índias Ocidentais e a América Central. Durante o período de 1889 a 1897 foi contratado como curador de pássaros no Museu Nacional da Costa Rica em San José e no Museu Field de História Natural em Chicago. Cherrie coletou materiais para o Museu de História Natural de Tring e o Museu de História Natural de Londres e trabalhou na equipe do Brooklyn Museum e do Museu Americano de História Natural. Foi o primeiro curador assistente de 1894 a 1896 no Museu de História Natural de Chicago.
Participou de cerca de quarenta expedições, principalmente para a América Central e América do Sul, incluindo a Expedição Científica Rondon-Roosevelt de 1913 a 1914, quando Cherrie estava coletando espécimes para o Museu Americano de História Natural. Em 1915 foi para a Bolívia com a expedição Alfred Collins-Garnet Day. Em 1925 foi o colecionador zoológico da Simpson-Roosevelts Asiatic Expedition, onde acompanhou os filhos de Theodore Roosevelt, Kermit Roosevelt e Theodore Roosevelt Jr., e Charles Suydam Cutting.

## Publicações e honrarias
Cherrie relatou suas experiências em suas memórias Dark Trails: Adventures of a Naturalist (1930). Ele é comemorado nos nomes de diversos animais: uma espécie de lagarto, sphenomorphus cherriei; quatro espécies de pássaros, incluindo o tangará da Costa Rica; e uma espécie de mamífero.
Em 1927 a Boy Scouts of America fez de Honorary Scout (escoteiro honorário), uma nova categoria criada neste mesmo ano. Esta distinção é concedida a "American citizens whose achievements in outdoor activity, exploration and worthwhile adventure are of such an exceptional character as to capture the imagination of boys...". Os outros dezessete a receberem esta homenagem foram Roy Chapman Andrews ,Robert Bartlett, Frederick Russell Burnham, Richard Byrd, James L. Clark, Merian C. Cooper, Lincoln Ellsworth, Louis Agassiz Fuertes, George Bird Grinnell, Charles Lindbergh, Donald Baxter MacMillan, Clifford Hillhouse Pope, George Palmer Putnam, Kermit Roosevelt, Carl Rungius, Stewart Edward White e Orville Wright.